# 2008년 북대서양 허리케인
2008년 북대서양 허리케인은 북대서양에서 2008년에 발생한 허리케인들의 활동에 대해 기록한 문서이다.
2008년 5월 31일 제1호 열대폭풍 아서를 시작으로, 2009년 동안 17개의 열대저기압, 8개의 열대폭풍, 3개의 허리케인, 5개의 메이저 허리케인이 발생하였다.

## 설명
- 활동 기간은 미국 날짜로 표시한다.

## 활동한 허리케인

### 제13호 열대폭풍 마르코
가장 작은 저기압이다.

## 같이 보기
- 2008년 태풍
- 2008년 동태평양 허리케인
- 2008년 북인도양 사이클론